# Guerre entre Rus' et Byzantins (1043)
Pour les articles homonymes, voir Guerre entre Rus' et Byzantins.
 (septembre 2009).
Si vous disposez d'ouvrages ou d'articles de référence ou si vous connaissez des sites web de qualité traitant du thème abordé ici, merci de compléter l'article en donnant les références utiles à sa vérifiabilité et en les liant à la section « Notes et références ».
Guerres byzantino-Rus'
Batailles
- Expédition des Rus' en Paphlagonie (830)
- Guerre entre Rus' et Byzantins (860)
- Guerre entre Rus' et Byzantins (907)
- Guerre entre Rus' et Byzantins (941)
- Guerre entre Rus' et Byzantins (968-971) (Arcadiopolis (970)
- Dorystolon (971))
- Guerre entre Rus' et Byzantins (1024)
- Guerre entre Rus' et Byzantins (1043)

La dernière guerre entre les Rus' et les Byzantins est, en réalité, une incursion navale contre Constantinople à l'instigation de Iaroslav le Sage, dirigée par son fils aîné, Vladimir de Novgorod (en) (1020-1052), en 1043.
Les motifs, de même que le déroulement, de cette guerre font l'objet de débat. Michel Psellos, témoin visuel de cette bataille, a laissé un récit hyperbolique détaillant la manière dont la Rus' de Kiev est annihilée par une flotte impériale supérieure grâce au feu grégeois au large des rivages d'Anatolie. D'après les chroniques slaves, la flotte kiévienne est détruite par une tempête.

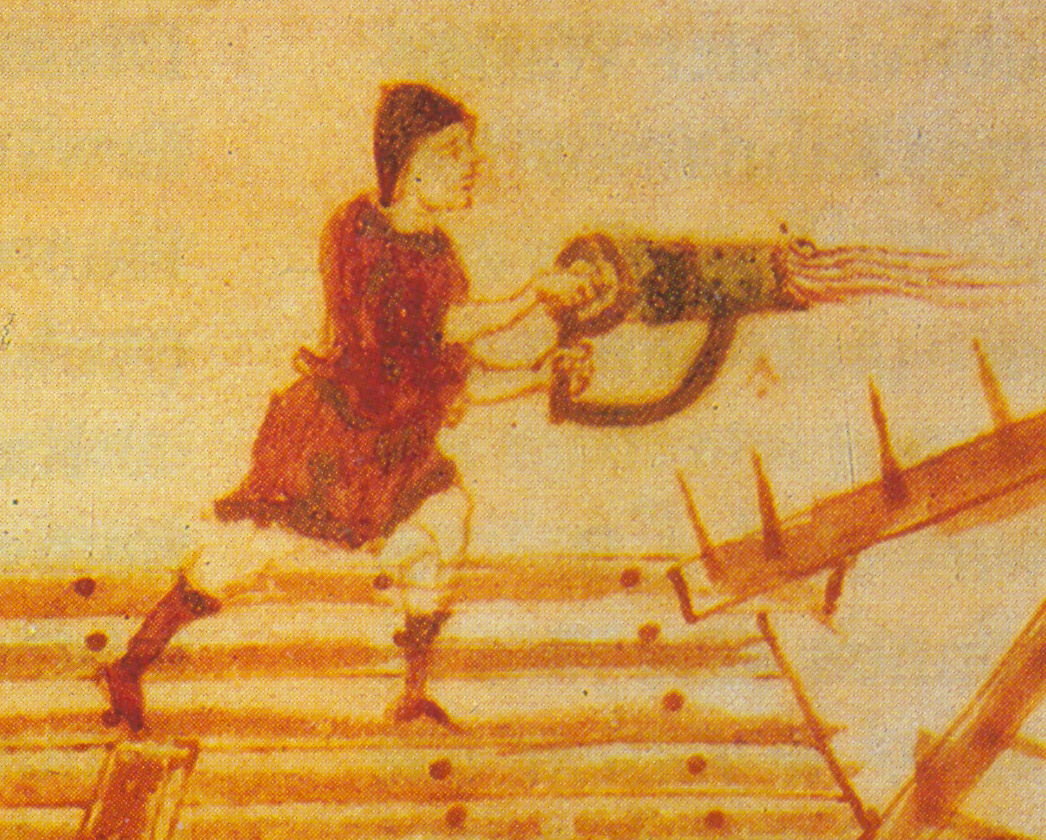
Feu grégeois portatif.

Les Byzantins lancent un escadron de 14 navires à la poursuite des monoxyles dispersés des Rus'. Ils sont coulés par l'amiral kiévien Ivan Tvorimich, qui permet également le sauvetage du prince Vladimir après le naufrage. Un contingent fort de 6 000 hommes commandé par Vyshata, qui ne prend pas part à la bataille navale, est capturé et ramené dans la capitale byzantine. 800 d'entre eux auront les yeux crevés.
Vyshata obtient la permission de rentrer à Kiev lors de la signature d'un traité de paix trois années plus tard. Selon les termes de ce traité, le fils de Iaroslav, Vsevolod épouse l'une des filles de l'empereur Constantin IX. Le fils de Vsevolod par cette princesse s'approprie le nom de son grand-père maternel[pas clair] et devient Vladimir Monomakh.

## Campagne de Crimée de 1044

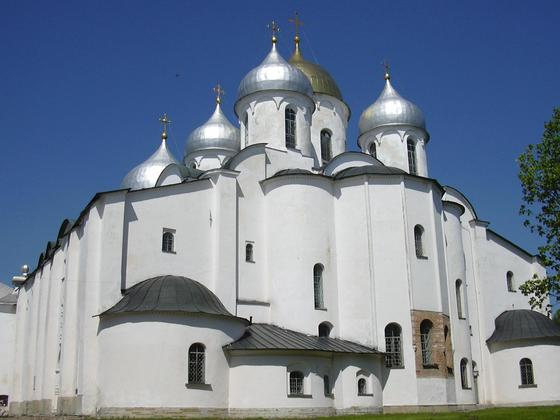
Cathédrale Sainte-Sophie de Novgorod où se situe la porte de Korsun.

Il y a de bonnes raisons de croire que la campagne de 1043 ne se soit pas terminée cette année-là (comme les écrits grecs semblent l'indiquer), mais se poursuit l'année suivante par la capture de Chersonèse par les Rus' :
- Dans son récit de la campagne de 1043 au XVIe siècle, l'historien polonais Maciej Stryjkowski raconte qu'Iaroslav a envoyé son fils Vladmimir pour s'emparer des possessions byzantines en Crimée, notamment Chersonèse.
- Les traditions novgorodiennes relient la fondation par Vladimir de la Cathédrale Sainte-Sophie en 1045 avec sa victoire précédente. Autrefois, la cathédrale s'est enorgueillie d'un prétendu trésor de Korsun, qui est rapporté à Novgorod par le prince Vladimir (ordinairement identifié par les auteurs médiévaux avec Vladimir le Grand). Parmi les auteurs étrangers, Sigismund von Herberstein et Paul d'Alep rapportent que le portail de Korsun en cuivre de la cathédrale est ramené par les Novgorodiens depuis Chersonèse, où elle a servi de porte de la cité. Le portail de la cathédrale qui existe encore est décoré avec des symboles en forme de croix détaillés, spécifiques selon les historiens de l'art avec Chersonèse. Curieusement, les fouilles de la ville ont découvert une inscription rapportant que la porte de la ville a été remplacée en 1059. En dehors de la porte, le trésor contient de la vaisselle en or, la miraculeuse icône de la Théotokos de Korsun et d'autres objets byzantins du début du XIe siècle (certains d'entre eux sont demeurés in situ, d'autres sont rapportés par Ivan le Terrible à Moscou après le massacre de Novgorod).
- Ayant visité Kiev en 1048, Roger II de Châlons raconte qu'il a vu les reliques de saint Clément de Rome. D'après Roger, Iaroslav lui aurait confié que ces reliques ont été récupérées par lui-même à Chersonèse, où Clément aurait probablement subi le martyre. Les sources slaves soutiennent que les reliques de Clément sont apportées à Kiev depuis la Crimée par le père de Iaroslav, Vladimir le Grand.

Des analyses attentives de ces faits conduites par Vera Brioussova ont conclu que les hostilités se sont ravivés en 1044 ou 1045, lorsque Vladimir s'avance sur Chersonèse et capture la cité, la conservant jusqu'à ce que les Byzantins, embourbés dans de nombreuses autres guerres, et les Rus' s'accordent sur un traité de paix favorable à leurs intérêts (notamment par le mariage d'une princesse byzantine avec son jeune frère). Si c'est le cas, cette situation aurait presque identique à la conquête de Chersonèse par Vladimir le Grand, ce qui, d'après les écrits slaves, a précipité la christianisation de la Rus' de Kiev après 988.
Brioussova soutient que les légendes pieuses tardives confondent Vladimir de Novgorod, qui n'a probablement jamais livré de guerres contre Byzance, avec son plus célèbre et canonisé grand-père d'où il tient son nom. Certains auteurs du Moyen Âge tardif vont plus loin et attribuent cette campagne de Crimée à un autre célèbre Vladimir, Vladimir II Monomaque, qui tire en fait son principal soutien étranger de Constantinople. Par exemple, Vassili Tatichtchev, écrivant au XVIIIe siècle d'après des sources antérieures, rapporte à tort que Vladimir II a engagé un gouverneur byzantin de Chersonèse en combat singulier.